# Stegodibelodon
Stegodibelodon schneideri
Genre
Espèce
Stegodibelodon est un genre fossile d'éléphants ou de gomphothères du Pliocène inférieur de l'Afrique. Il n'est représenté que par l'espèce Stegodibelodon schneideri qui n'est connue que dans la région du Djourab, dans le Nord du Tchad, où il a été découvert en 1964 par l'hydrogéologue Jean-Louis Schneider. Cette espèce diffère de l'éléphantidé Stegotetrabelodon, plus primitif, par l'absence de défenses inférieures, par une symphyse mandibulaire raccourcie et par la nature plus prononcée des lamelles sur les molaires (le "sulcus" médian étant absent), chaque molaire possédant au moins sept lamelles (bien que le nombre de lamelles soit faible par rapport aux dents des éléphants modernes). Les dents sont également peu couronnées (brachydonte) par rapport aux éléphants modernes.

## Classification
Le genre Stegodibelodon et l'espèce Stegodibelodon schneideri sont décrits en 1972 par Yves Coppens.

## Fossiles

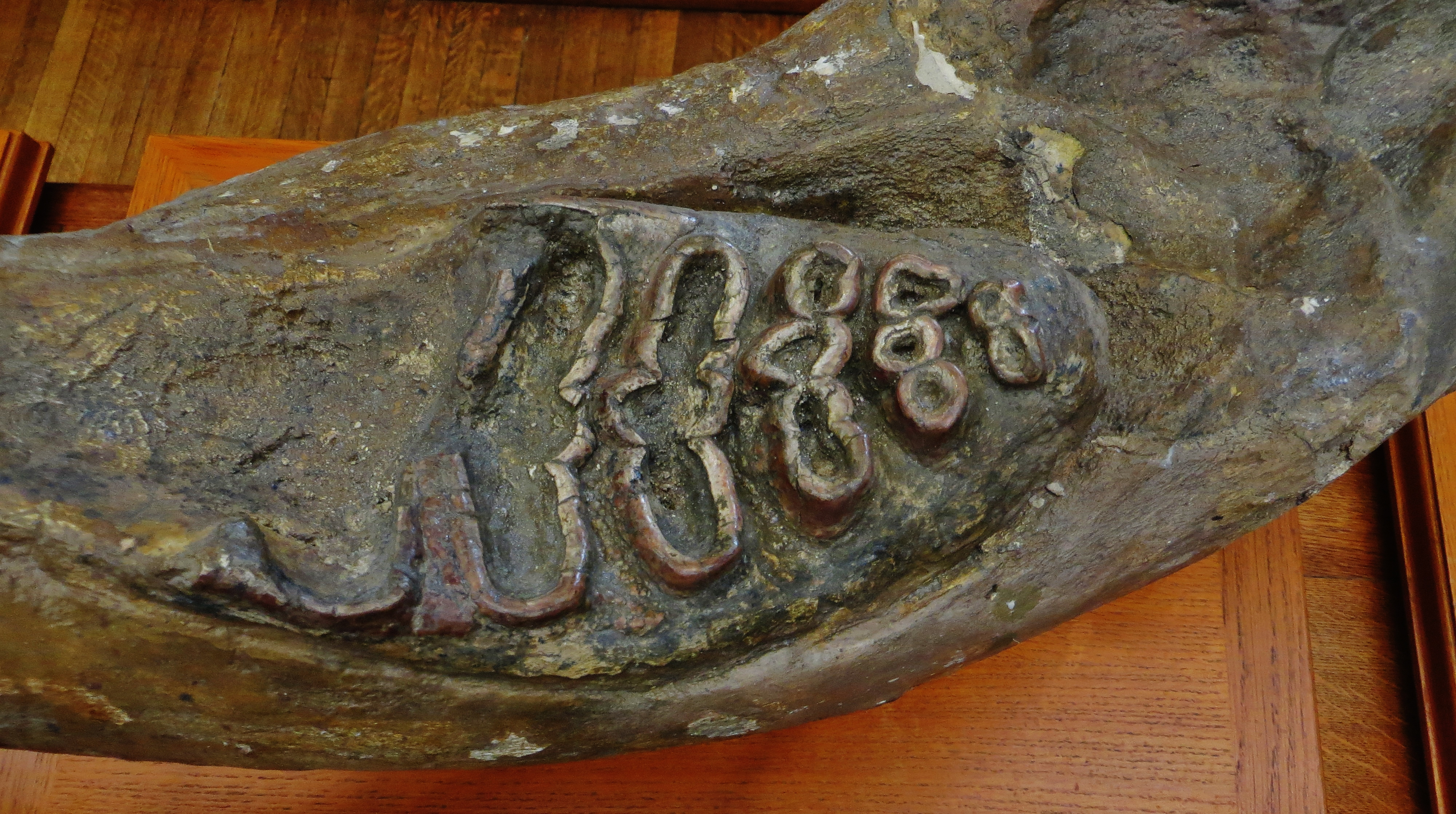
Mandibule de Stegodibelodon schneideri.

Ce genre a trois collections de fossiles référencées, une du Pliocène au Tchad et deux du Miocène au Pliocène en Éthiopie. Le genre n'est pas bien connu et les opinions divergent à son sujet pour savoir s'il s'agit d'un « vrai éléphant » ou non.

## Répartition
Stegodibelodon schneideri n'est connu que de la région du Djourab dans le Nord du Tchad où de nombreux fossiles ont été mis au jour sur trois sites du secteur fossilifère de Toros-Menalla en 1964 puis à partir de 1998.